# 南斯拉夫鐵路
南斯拉夫鐵路是一家設立於1920年代的鐵路公司，簡稱JŽ。

## 历史
最初是南斯拉夫王國的國營鐵路公司，1929年改名為南斯拉夫國有鐵路（JDŽ）。1941年分為克羅埃西亞國有鐵路和塞爾維亞國有鐵路。1952年兩家公司合併，改名為南斯拉夫鐵路。1990年代南斯拉夫解體之後，南斯拉夫鐵路由各新獨立國家的鐵路公司繼承。